# Словенія на літніх Олімпійських іграх 2016
Словенію на літніх Олімпійських іграх 2016 представляли 60 спортсменів у 12 видах спорту.

## Медалісти
| Медалі | Спортсмени       | Вид спорту                      | Дисципліна                                  | Дата      |
| ------ | ---------------- | ------------------------------- | ------------------------------------------- | --------- |
| Золото | Тіна Трстеняк    | Дзюдо                           | до 63 кг (жінки)                            | 9 серпня  |
| Срібло | Петер Каузер     | Веслування на байдарках і каное | Водний слалом, байдарки-одиночки (чоловіки) | 10 серпня |
| Срібло | Василій Жбогар   | Вітрильний спорт                | Фінн                                        | 16 серпня |
| Бронза | Анамарі Веленшек | Дзюдо                           | до 78 кг (жінки)                            | 11 серпня |

## Легка атлетика
Легенда
- Note – для трекових дисциплін місце вказане лише для забігу, в якому взяв участь спортсмен
- Q = пройшов у наступне коло напряму
- q = пройшов у наступне коло за добором (для трекових дисциплін - найшвидші часи серед тих, хто не пройшов напряму; для технічних дисциплін - увійшов до визначеної кількості фіналістів за місцем якщо напряму пройшло менше спортсменів, ніж визначена кількість)
- NR = Національний рекорд
- N/A = Коло відсутнє у цій дисципліні
- Bye = спортсменові не потрібно змагатися у цьому колі

Трекові і шосейні дисципліни
| Спортсмен       | Дисципліна                   | Попередній забіг | Попередній забіг | Півфінал         | Півфінал         | Фінал            | Фінал            |
| Спортсмен       | Дисципліна                   | Результат        | Місце            | Результат        | Місце            | Результат        | Місце            |
| --------------- | ---------------------------- | ---------------- | ---------------- | ---------------- | ---------------- | ---------------- | ---------------- |
| Лука Янежич     | біг на 400 метрів (чоловіки) | 45.33            | 2 Q              | 45.07 NR         | 4                | Завершив виступ  | Завершив виступ  |
| Anton Kosmač    | марафонський біг (чоловіки)  | Н/Д              | Н/Д              | Н/Д              | Н/Д              | 2:29:48          | 117              |
| Жан Рудольф     | біг на 800 метрів (чоловіки) | 1:46.93          | 5                | Завершив виступ  | Завершив виступ  | Завершив виступ  | Завершив виступ  |
| Данея Градовец  | марафонський біг (жінки)     | Н/Д              | Н/Д              | Н/Д              | Н/Д              | DNF              | DNF              |
| Майя Міхалінець | біг на 200 метрів (жінки)    | 23.38            | 6                | Завершила виступ | Завершила виступ | Завершила виступ | Завершила виступ |
| Сабіна Вейт     | біг на 200 метрів (жінки)    | 23.75            | 7                | Завершив виступ  | Завершив виступ  | Завершив виступ  | Завершив виступ  |

Технічні дисципліни
| Спортсмен     | Дисципліна                    | Кваліфікація       | Кваліфікація | Фінал              | Фінал            |
| Спортсмен     | Дисципліна                    | Результат у метрах | Місце        | Результат у метрах | Місце            |
| ------------- | ----------------------------- | ------------------ | ------------ | ------------------ | ---------------- |
| Роберт Реннер | стрибки з жердиною (чоловіки) | 5.45               | 22           | Завершив виступ    | Завершив виступ  |
| Маруша Чернюл | стрибки у висоту (жінки)      | 1.92               | 21           | Завершила виступ   | Завершила виступ |
| Мартіна Ратей | метання списа (жінки)         | 59.76              | 18           | Завершила виступ   | Завершила виступ |
| Тіна Шутей    | стрибки з жердиною (жінки)    | 4.55               | 8 Q          | 4.50               | 11               |

## Веслування на байдарках і каное

### Слалом
| Спортсмен              | Дисципліна   | Попередній раунд | Попередній раунд | Попередній раунд | Попередній раунд | Попередній раунд | Попередній раунд | Півфінал | Півфінал | Фінал  | Фінал |
| Спортсмен              | Дисципліна   | Заплив 1         | Місце            | Заплив 2         | Місце            | Кращий           | Місце            | Час      | Місце    | Час    | Місце |
| ---------------------- | ------------ | ---------------- | ---------------- | ---------------- | ---------------- | ---------------- | ---------------- | -------- | -------- | ------ | ----- |
| Беньямін Савшек        | чоловіки К-1 | 99.69            | 7                | 94.36            | 3                | 94.36            | 4 Q              | 98.70    | 4 Q      | 99.36  | 6     |
| Лука Божич Сашо Татьят | чоловіки К-2 | 105.21           | 6                | 113.41           | 7                | 105.21           | 6 Q              | 111.14   | 7 Q      | 107.73 | 7     |
| Петер Каузер           | чоловіки Б-1 | 91.11            | 8                | 96.88            | 15               | 91.11            | 12 Q             | 91.01    | 4 Q      | 88.70  | 2     |
| Урша Крагель           | жінки Б-1    | 106.86           | 6                | 102.79           | 4                | 102.79           | 7 Q              | 108.37   | 9 Q      | 108.68 | 9     |

### Спринт
| Спортсмен              | Дисципліна         | Заїзди  | Заїзди | Півфінали | Півфінали | Фінал   | Фінал |
| Спортсмен              | Дисципліна         | Час     | Місце  | Час       | Місце     | Час     | Місце |
| ---------------------- | ------------------ | ------- | ------ | --------- | --------- | ------- | ----- |
| Шпела Пономаренко Яніч | Б-1, 200 м (жінки) | 40.38   | 2 Q    | 40.79     | 3 FA      | 40.76   | 4     |
| Шпела Пономаренко Яніч | Б-1, 500 м (жінки) | 1:55.93 | 5 Q    | 1:58.09   | 3 FB      | 1:57.54 | 10    |

Пояснення до кваліфікації: FA = Кваліфікувались до фіналу A (за медалі); FB = Кваліфікувались до фіналу B (не за медалі)

## Велоспорт

### Шосе
| Спортсмен       | Дисципліна                         | Час          | Місце        |
| --------------- | ---------------------------------- | ------------ | ------------ |
| Матей Могоріч   | Групова шосейна гонка (чоловіки)   | Не фінішував | Не фінішував |
| Ян Поланц       | Групова шосейна гонка (чоловіки)   | 6:30:05      | 52           |
| Прімож Рогліч   | Групова шосейна гонка (чоловіки)   | 6:19:43      | 26           |
| Прімож Рогліч   | роздільна шосейна гонка (чоловіки) | 1:14:55      | 10           |
| Симон Шпілак    | Групова шосейна гонка (чоловіки)   | 6:30:05      | 57           |
| Полона Батагель | групова шосейна гонка (жінки)      | 3:58:03      | 32           |

### Маунтінбайк
| Спортсмен   | Дисципліна          | Час     | Місце |
| ----------- | ------------------- | ------- | ----- |
| Таня Жакель | маунтінбайк (жінки) | 1:35.17 | 13    |

## Гімнастика

### Спортивна гімнастика
Жінки
| Спортсменка | Дисципліна | Кваліфікація | Кваліфікація    | Кваліфікація | Кваліфікація | Кваліфікація | Кваліфікація | Фінал  | Фінал  | Фінал            | Фінал            | Фінал            | Фінал            |                  |                  |
| Спортсменка | Дисципліна | Вправа       | Вправа          | Вправа       | Вправа       | Загалом      | Місце        | Вправа | Вправа | Вправа           | Вправа           | Загалом          | Місце            |                  |                  |
| ----------- | ---------- | ------------ | --------------- | ------------ | ------------ | ------------ | ------------ | ------ | ------ | ---------------- | ---------------- | ---------------- | ---------------- | ---------------- | ---------------- |
| Спортсменка | Дисципліна | Тея Белак    | опорний стрибок | 13.650       | Н/Д          | Н/Д          | Н/Д          | 13.650 | 19     | Завершила виступ | Завершила виступ | Завершила виступ | Завершила виступ | Завершила виступ | Завершила виступ |

## Гандбол
Підсумок

Легенда:
- ET – Після додаткового часу
- P – долю матчу вирішила серія післяматчевих пенальті.

| Команда        | Дисципліна       | Груповий етап      | Груповий етап      | Груповий етап      | Груповий етап      | Груповий етап      | Груповий етап | Чвертьфінал        | Півфінал           | Фінал / БМ         | Фінал / БМ |
| Команда        | Дисципліна       | Суперник Результат | Суперник Результат | Суперник Результат | Суперник Результат | Суперник Результат | Місце         | Суперник Результат | Суперник Результат | Суперник Результат | Місце      |
| -------------- | ---------------- | ------------------ | ------------------ | ------------------ | ------------------ | ------------------ | ------------- | ------------------ | ------------------ | ------------------ | ---------- |
| Slovenia men's | чоловічий турнір | Єгипет W 27–26     | Бразилія W 31–28   | Швеція W 29–24     | Німеччина L 25–28  | Польща W 25–20     | 2             | Данія L 30–37      | Завершив виступ    | Завершив виступ    | 6          |

### Чоловічий турнір
Склад команди
Шаблон:Склад чоловічої збірної Словенії з гандболу на літніх Олімпійських іграх 2016
Груповий етап
Шаблон:Підсумкова таблиця в групі B чоловічого турніру з гандболу на літніх Олімпійських іграх 2016
Шаблон:Чоловічий турнір з гандболу на літніх Олімпійських іграх 2016, гра B3
Шаблон:Чоловічий турнір з гандболу на літніх Олімпійських іграх 2016, гра B5
Шаблон:Чоловічий турнір з гандболу на літніх Олімпійських іграх 2016, гра B9
Шаблон:Чоловічий турнір з гандболу на літніх Олімпійських іграх 2016, гра B10
Шаблон:Чоловічий турнір з гандболу на літніх Олімпійських іграх 2016, гра B13
Чвертьфінал
Шаблон:Чоловічий турнір з гандболу на літніх Олімпійських іграх 2016, гра C3

## Дзюдо
| Спортсмен        | Категорія           | 1/32 фіналу        | 1/16 фіналу                   | 1/8 фіналу              | Чвертьфінали              | Півфінали                | Втішний поєдинок   | Фінал / БМ                | Фінал / БМ      |
| Спортсмен        | Категорія           | Суперник Результат | Суперник Результат            | Суперник Результат      | Суперник Результат        | Суперник Результат       | Суперник Результат | Суперник Результат        | Місце           |
| ---------------- | ------------------- | ------------------ | ----------------------------- | ----------------------- | ------------------------- | ------------------------ | ------------------ | ------------------------- | --------------- |
| Адріан Гомбоч    | до 66 кг (чоловіки) | Bye                | Маргвелашвілі (GEO) W 100–000 | Пунца (ZAM) W 101–000   | Bouchard (CAN) W 100–000  | Базіле (ITA) L 000–000 S | Bye                | Собіров (UZB) L 000–110   | 5               |
| Рок Дракшич      | до 73 кг (чоловіки) | Bye                | Мукі (ISR) L 000–100          | Завершив виступ         | Завершив виступ           | Завершив виступ          | Завершив виступ    | Завершив виступ           | Завершив виступ |
| Міхаель Жганк    | до 90 кг (чоловіки) | Bye                | Куколь (SRB) L 000–100        | Завершив виступ         | Завершив виступ           | Завершив виступ          | Завершив виступ    | Завершив виступ           | Завершив виступ |
| Тіна Трстеняк    | до 63 кг (жінки)    | Н/Д                | Bye                           | Гвенд (ITA) W 000–000 S | Yang Jx (CHN) W 101–000   | M Silva (BRA) W 101–000  | Bye                | Агбеньєну (FRA) W 101–000 | 1               |
| Анамарі Веленшек | до 78 кг (жінки)    | Н/Д                | Bye                           | Туркс (UKR) W 001–000   | Кастільйо (CUB) W 100-000 | Гаррісон (USA) L 000–100 | Bye                | Мальцан (GER) W 100–000   | 3               |

## Вітрильний спорт
| Спортсмен                   | Дисципліна      | Заплив | Заплив | Заплив | Заплив | Заплив | Заплив | Заплив | Заплив | Заплив | Заплив | Заплив | Очки | Підсумкове місце |
| Спортсмен                   | Дисципліна      | 1      | 2      | 3      | 4      | 5      | 6      | 7      | 8      | 9      | 10     | M*     | Очки | Підсумкове місце |
| --------------------------- | --------------- | ------ | ------ | ------ | ------ | ------ | ------ | ------ | ------ | ------ | ------ | ------ | ---- | ---------------- |
| Василій Жбогар              | Фінн (чоловіки) | 3      | 1      | 7      | 10     | 15     | 8      | 5      | 4      | 9      | 8      | 6      | 68   | 2                |
| Вероніка Макароль Тіна Мрак | Жінки's 470     | 2      | 6      | 5      | 4      | DSQ    | 12     | 4      | DSQ    | 5      | 6      | 1      | 67   | 6                |

M = Медальний заплив; EL = Вибув – не потрапив до медального запливу

## Стрільба
| Спортсмен    | Дисципліна                                    | Кваліфікація | Кваліфікація | Півфінал        | Півфінал        | Фінал            | Фінал            |
| Спортсмен    | Дисципліна                                    | Очки         | Місце        | Очки            | Місце           | Очки             | Місце            |
| ------------ | --------------------------------------------- | ------------ | ------------ | --------------- | --------------- | ---------------- | ---------------- |
| Боштян Мачек | трап (чоловіки)                               | 113          | 22           | Завершив виступ | Завершив виступ | Завершив виступ  | Завершив виступ  |
| Жива Дворшак | пневматична гвинтівка, 10 метрів (жінки)      | 414.7        | 17           | Н/Д             | Н/Д             | Завершила виступ | Завершила виступ |
| Жива Дворшак | гвинтівка з трьох положень, 50 метрів (жінки) | 572          | 30           | Н/Д             | Н/Д             | Завершила виступ | Завершила виступ |

Пояснення до кваліфікації: Q = Пройшов у наступне коло; q = Кваліфікувався щоб змагатись у поєдинку за бронзову медаль

## Плавання
Чоловіки
| Спортсмен       | Дисципліна            | Попередній заплив | Попередній заплив | Півфінал        | Півфінал        | Фінал           | Фінал           |
| Спортсмен       | Дисципліна            | Час               | Місце             | Час             | Місце           | Час             | Місце           |
| --------------- | --------------------- | ----------------- | ----------------- | --------------- | --------------- | --------------- | --------------- |
| Мартін Бау      | 1500 м вільним стилем | 15:29.95          | 36                | Н/Д             | Н/Д             | Завершив виступ | Завершив виступ |
| Дамір Дугонджич | 100 м брасом          | 1:00.41           | 21                | Завершив виступ | Завершив виступ | Завершив виступ | Завершив виступ |
| Анже Тавчар     | 100 м вільним стилем  | 49.38             | 36                | Завершив виступ | Завершив виступ | Завершив виступ | Завершив виступ |
| Анже Тавчар     | 200 м вільним стилем  | 1:49.96           | 39                | Завершив виступ | Завершив виступ | Завершив виступ | Завершив виступ |
| Роберт Жбогар   | 200 м батерфляєм      | 1:57.05           | 22                | Завершив виступ | Завершив виступ | Завершив виступ | Завершив виступ |

Жінки
| Спортсменка                                    | Дисципліна                        | Попередній заплив | Попередній заплив | Півфінал         | Півфінал         | Фінал            | Фінал            |
| Спортсменка                                    | Дисципліна                        | Час               | Місце             | Час              | Місце            | Час              | Місце            |
| ---------------------------------------------- | --------------------------------- | ----------------- | ----------------- | ---------------- | ---------------- | ---------------- | ---------------- |
| Аня Клінар                                     | 400 м вільним стилем              | 4:09.07           | 18                | Н/Д              | Н/Д              | Завершила виступ | Завершила виступ |
| Аня Клінар                                     | 800 м вільним стилем              | DNS               | DNS               | Н/Д              | Н/Д              | Завершила виступ | Завершила виступ |
| Аня Клінар                                     | 200 м батерфляєм                  | 2:08.43           | 14 Q              | 2:09.44          | 15               | Завершила виступ | Завершила виступ |
| Т'яша Одер                                     | 800 м вільним стилем              | 8:33.14           | 13                | Н/Д              | Н/Д              | Завершила виступ | Завершила виступ |
| Špela Perše                                    | 10 км                             | Н/Д               | Н/Д               | Н/Д              | Н/Д              | 1:58.59          | 16               |
| Тьяша Возел                                    | 100 м брасом                      | 1:11.15           | 35                | Завершила виступ | Завершила виступ | Завершила виступ | Завершила виступ |
| Аня Клінар Т'яша Одер Tjaša Pintar Janja Šegel | Естафета 4 × 200 м вільним стилем | 8:02.22           | 15                | Н/Д              | Н/Д              | Завершила виступ | Завершила виступ |

## Настільний теніс
| Спортсмен   | Дисципліна                  | Попередній раунд   | Раунд 1                | Раунд 2             | Раунд 3              | 1/8 фіналу          | Чвертьфінали       | Півфінали          | Фінал / БМ         | Фінал / БМ      |
| Спортсмен   | Дисципліна                  | Суперник Результат | Суперник Результат     | Суперник Результат  | Суперник Результат   | Суперник Результат  | Суперник Результат | Суперник Результат | Суперник Результат | Місце           |
| ----------- | --------------------------- | ------------------ | ---------------------- | ------------------- | -------------------- | ------------------- | ------------------ | ------------------ | ------------------ | --------------- |
| Bojan Tokič | одиночний розряд (чоловіки) | Bye                | No Alamian (IRI) W 4–1 | Wang Zy (POL) W 4–2 | Apolónia (POR) W 4–1 | Овчаров (GER) L 1–4 | Завершив виступ    | Завершив виступ    | Завершив виступ    | Завершив виступ |

## Теніс
| Спортсмен     | Дисципліна               | 1/32 фіналу            | 1/16 фіналу        | 1/8 фіналу         | Чвертьфінали       | Півфінали          | Фінал / БМ         | Фінал / БМ       |
| Спортсмен     | Дисципліна               | Суперник Результат     | Суперник Результат | Суперник Результат | Суперник Результат | Суперник Результат | Суперник Результат | Місце            |
| ------------- | ------------------------ | ---------------------- | ------------------ | ------------------ | ------------------ | ------------------ | ------------------ | ---------------- |
| Полона Герцог | одиночний розряд (жінки) | Пуїг (PUR) L 3–6, 2–60 | Завершила виступ   | Завершила виступ   | Завершила виступ   | Завершила виступ   | Завершила виступ   | Завершила виступ |

## Тріатлон
| Спортсмен   | Дисципліна | Плавання, 1,5 км | Перехід 1 | Велосипед, 40 км | Перехід 2 | Біг, 10 км | Загалом Time | Місце |
| ----------- | ---------- | ---------------- | --------- | ---------------- | --------- | ---------- | ------------ | ----- |
| Матея Шимич | жінки      | 19:37            | 01:06     | 1:03:59          | 00:38     | 37:08      | 2:02.28      | 31    |